# Naturschutzgebiet Am Forstenberg
Das Naturschutzgebiet Am Forstenberg mit einer Größe von 0,7 ha liegt nordwestlich von Beringhausen im Stadtgebiet von Marsberg im Hochsauerlandkreis. Das Gebiet wurde 2001 mit dem Landschaftsplan Hoppecketal durch den Hochsauerlandkreis als Naturschutzgebiet (NSG) ausgewiesen. Das NSG gehört seit 2023 zum Vogelschutzgebiet Diemel- und Hoppecketal mit angrenzenden Wäldern.

## Gebietsbeschreibung
Beim NSG handelt es sich im südwestlichen Teil um einen 0,2 ha großen niederwaldartigen Eichen-Hainbuchen-Wald mit Anzeichen einer ehemaligen Niederwald-Nutzung und einen nordöstlichen Grünlandbereich. Im Grünland liegen teils Silikat-Magerrasen mit Gebüschen. Das gesamte NSG befindet sich auf sehr flachgründigen Silikatboden. Wegen des Silikatuntergrunds ist die Krautschicht artenarm. Am Südrand des Waldes zieht sich ein schmales Band aus Silikat-Magerrasen zwischen Wald und angrenzender Fettwiese entlang. Die südwestliche Grenze wird durch ein schmales Felsband gebildet. Im Norden und Westen sind kleinflächige Fichtenparzellen in das NSG einbezogen. Die wertbestimmenden Biotoptypen sind sehr kleinflächig und daher Randlinieneffekten aus angrenzenden Fichtenforsten und Fettgrünland ausgesetzt. Zum Zeitpunkt der Flächenaufnahme für das Biotopkataster Nordrhein-Westfalen vom Landesamt für Natur, Umwelt und Verbraucherschutz Nordrhein-Westfalen war das Grünland brachgefallen. Es wird aber seit Jahren wieder genutzt.

## Schutzzweck
Das NSG soll das dortige artenreiche Grünland und den Wald schützen. Wie bei allen Naturschutzgebieten in Deutschland wurde in der Schutzausweisung darauf hingewiesen, dass das Gebiet „wegen der Seltenheit, besonderen Eigenart und Schönheit des Gebietes“ zum Naturschutzgebiet wurde.